# Bahar Toksoy
Bahar Toksoy, coniugata Guidetti (Smirne, 6 febbraio 1988), è una pallavolista turca, centrale del Beşiktaş.

## Biografia
Il 20 settembre 2013 sposa l'allenatore italiano Giovanni Guidetti. Il 30 settembre 2016 nasce la loro primogenita Alison.

## Carriera

### Club
La carriera da professionista di Bahar Toksoy inizia nello Yeşilyurt, club col quale fa il suo esordio in Voleybol 1. Ligi nella stagione 2004-05 e dove gioca per un biennio. Nel campionato 2006-07 si trasferisce al VakıfBank GS, poi rinominato VakıfBank: si lega a questo club per ben nove annate, nel corso delle quali conquista due scudetti, due Coppe di Turchia e due supercoppe in ambito nazionale; vince poi due Champions League, la Challenge Cup 2007-08 e il campionato mondiale per club 2013 in campo internazionale.
Nella stagione 2015-16 si trasferisce in Italia, ingaggiata dalla Savino Del Bene, in Serie A1; a metà annata torna però in Turchia, vestendo questa volta la maglia dell'Eczacıbaşı. Dopo una pausa per maternità, a gennaio 2017 viene ingaggiata dal Fenerbahçe, in Sultanlar Ligi, per il finale di stagione, aggiudicadosi lo scudetto. Nell'annata 2021-22 difende i colori del Türk Hava Yolları, mentre in quella 2023-24 passa al Beşiktaş, sempre nella massia divisione turca.

### Nazionale
Fa il suo esordio con la nazionale nel 2008 e un anno dopo vince la medaglia d'argento ai Giochi del Mediterraneo. Nel 2010 si aggiudica la medaglia di bronzo all'European League.
Nel seguente biennio vince la medaglia di bronzo al campionato europeo 2011 e al World Grand Prix 2012 e quella d'argento ai XVII Giochi del Mediterraneo. Successivamente si aggiudica la medaglia di bronzo al campionato europeo 2017.

## Palmarès

### Club
- Campionato turco: 3

2012-13, 2013-14, 2016-17
- Coppa di Turchia: 2

2012-13, 2013-14
- Supercoppa turca: 2

2013, 2014
- Campionato mondiale per club: 1

2013
- Champions League: 2

2010-11, 2012-13
- Challenge Cup: 1

2007-08

### Nazionale (competizioni minori)
- Giochi del Mediterraneo 2009
- European League 2010
- European League 2011
- Giochi del Mediterraneo 2013

### Premi individuali
- 2010 - Torneo di qualificazione europeo al World Grand Prix 2011: Miglior muro
- 2011 - Campionato europeo: Miglior servizio
- 2011 - Coppa del Mondo per club: Miglior servizio
- 2013 - Voleybol 1. Ligi: Miglior muro
- 2014 - Voleybol 1. Ligi: Miglior servizio